# Onitis janssenii
Onitis janssenii är en skalbaggsart som beskrevs av Gomes Alves 1954. Onitis janssenii ingår i släktet Onitis och familjen bladhorningar. Inga underarter finns listade i Catalogue of Life.